# Sarcy
Sarcy és un municipi francès, situat al departament del Marne i a la regió del Gran Est. L'any 2007 tenia 248 habitants.

## Demografia

### Població
El 2007 la població de fet de Sarcy era de 248 persones. Hi havia 100 famílies, de les quals 20 eren unipersonals (8 homes vivint sols i 12 dones vivint soles), 36 parelles sense fills, 40 parelles amb fills i 4 famílies monoparentals amb fills.
La població ha evolucionat segons el següent gràfic:
Habitants censats

### Habitatges
El 2007 hi havia 115 habitatges, 101 eren l'habitatge principal de la família, 8 eren segones residències i 6 estaven desocupats. 109 eren cases i 4 eren apartaments. Dels 101 habitatges principals, 80 estaven ocupats pels seus propietaris, 20 estaven llogats i ocupats pels llogaters i 1 estava cedit a títol gratuït; 2 tenien dues cambres, 9 en tenien tres, 19 en tenien quatre i 71 en tenien cinc o més. 81 habitatges disposaven pel capbaix d'una plaça de pàrquing. A 32 habitatges hi havia un automòbil i a 54 n'hi havia dos o més.

### Piràmide de població
La piràmide de població per edats i sexe el 2009 era:
| Homes | Edats   | Dones |
| ----- | ------- | ----- |
| 0     | 95 o +  | 0     |
| 0     | 90 a 94 | 0     |
| 0     | 85 a 89 | 8     |
| 0     | 80 a 84 | 4     |
| 0     | 75 a 79 | 8     |
| 0     | 70 a 74 | 0     |
| 16    | 65 a 69 | 12    |
| 8     | 60 a 64 | 4     |
| 12    | 55 a 59 | 4     |
| 0     | 50 a 54 | 20    |
| 8     | 45 a 49 | 0     |
| 12    | 40 a 44 | 12    |
| 8     | 35 a 39 | 8     |
| 12    | 30 a 34 | 8     |
| 4     | 25 a 29 | 4     |
| 8     | 20 a 24 | 0     |
| 0     | 15 a 19 | 24    |
| 12    | 10 a 14 | 4     |
| 4     | 5 a 9   | 8     |
| 0     | 0 a 4   | 0     |

## Economia
El 2007 la població en edat de treballar era de 165 persones, 117 eren actives i 48 eren inactives. De les 117 persones actives 114 estaven ocupades (61 homes i 53 dones) i 3 estaven aturades (1 home i 2 dones). De les 48 persones inactives 19 estaven jubilades, 16 estaven estudiant i 13 estaven classificades com a «altres inactius».

### Ingressos
El 2009 a Sarcy hi havia 98 unitats fiscals que integraven 251,5 persones, la mediana anual d'ingressos fiscals per persona era de 23.771 €.

### Activitats econòmiques
Dels 9 establiments que hi havia el 2007, 1 era d'una empresa extractiva, 1 d'una empresa de construcció, 1 d'una empresa de comerç i reparació d'automòbils, 1 d'una empresa de transport, 2 d'empreses d'hostatgeria i restauració, 1 d'una empresa immobiliària i 2 d'empreses de serveis.
Dels 3 establiments de servei als particulars que hi havia el 2009, 1 era una lampisteria, 1 restaurant i 1 agència immobiliària.
L'any 2000 a Sarcy hi havia 21 explotacions agrícoles que ocupaven un total de 645 hectàrees.

## Poblacions més properes
El següent diagrama mostra les poblacions més properes.